# Tierra Colorada, San Andrés Tenejapan
Tierra Colorada är en ort i Mexiko.   Den ligger i kommunen San Andrés Tenejapan och delstaten Veracruz, i den sydöstra delen av landet, 230 km öster om huvudstaden Mexico City. Tierra Colorada ligger 1 231 meter över havet och antalet invånare är 440.
Terrängen runt Tierra Colorada är kuperad norrut, men söderut är den bergig. Runt Tierra Colorada är det ganska tätbefolkat, med 166 invånare per kvadratkilometer. Närmaste större samhälle är Orizaba, 7,4 km norr om Tierra Colorada. I omgivningarna runt Tierra Colorada växer i huvudsak städsegrön lövskog.